# СОХО (космически апарат)
Вижте пояснителната страница за други значения на СОХО.
СОХО (на английски: SOHO, Solar and Heliospheric Observatory, в превод: Обсерватория за наблюдаване на Слънцето и хелиосферата) е проект на Европейската космическа агенция (ЕКА) и НАСА с цел изучаване на вътрешната структура на Слънцето, неговата обширна атмосфера и произхода на слънчевия вятър, потока от силно йонизиран газ (плазма), който се излъчва непрекъснато далеч извън пределите на Слънчевата система. Първоначално е предвиден за двегодишна мисия. Апаратът е изстрелян на 2 декември 1995 г. на ракетата Атлас IIAS. Започва да функционира нормално през май 1996 г. и работи досега.

## Конструкция
СОХО е съставен от два модула. Сервизният модул заема по-малката част от апарата и се грижи за захранването, контрола на температурата, текущата позиция и телекомуникациите за целия космически кораб и слънчевите панели. Товарният модул се намира над сервизния и в него се помещават всички научни инструменти.

## Орбита на апарата
Космическият апарат се движи около Слънцето заедно с въртенето на Земята, което означава, че прави една обиколка на година. При това той се върти около Първата точка на Лагранж L1, където комбинираната гравитация на Земята и Слънцето задържа кораба на тази позиция. Движението около точката на Лагранж се извършва по перпендикуляра на линията, съединяваща Земята и Слънцето равнина, като за около шест месеца прави една обиколка около нея. При това се счита, че това движение е по елиптична орбита на Лисажу. При това се налага сравнително рядко коригиране на положението на кораба.
СОХО се намира на 1,5 млн.км. от Земята в посоката към Слънцето. Всеки ден СОХО изпраща изображения, от които астрофизиците изучават слънчевата природа и поведение. Данните от СОХО помагат на учените и да предсказват неблагоприятните космически бури, които въздействат на нашата планета.

## Построяване на СОХО
СОХО е проект на международното сътрудничество между EKA и НАСА. От всичките дванадесет инструмента на апарата, девет са дело на международни екипи, начело с европейски учени, и три инструмента от американски екипи. Повече от 500 учени в двадесет страни са ангажирани с работата с инструментите и научните програми. НАСА, която изстреля СОХО, отговаря за комуникациите и дневните ежедневните операции. След извеждането му в космоса през 1995 г., било планирано СОХО да работи до 1998 г., но поради неговия успех НАСА и EKA решават до продължат неговата дейност до 2003 г. Тази отсрочка позволява на учените, работещи със СОХО, изследват слънчевите цикли,  сравнявайки слънчевото поведение от 1996 г., когато има малко слънчеви петна по неговата повърхност с пика на слънчевите петна през 2000 г. СОХО е изгубен за няколко седмици през 1998 г., но е върнат към нормална работа след малко повече от четири месеца. Други трудности възникват с изгубването на жироскопа, с който се контролира ориентацията на кораба в пространството, но въпреки тези проблеми, инженерите успяват да поддържат функционирането на СОХО и неговите инструменти в състояние за успешно завършване на мисията. Към момента мисията на СОХ е удължена до 2025 г.